# デニス・ジェンガー
デニス・ジェンガー（Dennis Gjengaar, 2004年2月24日 - ）は、ノルウェー・ヴェストフォル県ホルテン出身のサッカー選手。メジャーリーグサッカー・ニューヨーク・レッドブルズ所属。ポジションは FW。

## クラブ経歴
9歳の時に故郷のチームFKエルン・ホルテンに入団。2019年に15歳でトップチームに昇格し、3部リーグでのプレーながら15試合1ゴールを記録。2020年7月にオッド・グレンランドに入団。チーム2で51試合に出場し、3ゴールを決めた。2022年2月25日にプロ契約を締結。2022年シーズンは初のエリテセリエンで10試合で5ゴールを記録。翌2023年シーズンは先発に定着した。
2024年2月16日、ニューヨーク・レッドブルズと4年契約を締結。6月22日のトロントFC戦で移籍後初ゴールを決めた。

## 代表経歴
プロ入り前の2019年より、各ユース世代のノルウェー代表でプレーしている。